# Glaphyra moraveci
Glaphyra moraveci är en skalbaggsart som beskrevs av Holzschuh 2006. Glaphyra moraveci ingår i släktet Glaphyra och familjen långhorningar.
Artens utbredningsområde är Taiwan. Inga underarter finns listade i Catalogue of Life.